# 수원 봉녕사 불화(신중탱화·현왕탱화)
수원 봉녕사 불화(신중탱화·현왕탱화)(奉寧寺 佛畵(神衆幀畵·現王幀畵))는 대한민국 경기도 수원시 팔달구 우만동, 봉령사에 있는 조선시대의 불화이다. 1994년 10월 29일 경기도의 유형문화재 제152호로 지정되었다.

## 개요
탱화란 천이나 종이에 그림을 그려 족자나 액자의 형태로 만들어서 거는 불화의 한 종류이다. 봉령사 약사전 안에는 2폭의 탱화가 안치되어 있는데, 신중단에 모셔둔 신중탱화 1폭과 현왕단에 모셔둔 현왕탱화 1폭이 그것이다.
신중탱화는 가로 168㎝, 세로 178㎝의 크기로, 비단 바탕에 채색하였다. 그림은 위쪽에 제석과 범천이 무리를 거느리고 있는 모습을, 아래쪽에 중앙의 위태천을 중심으로 팔부신장과 용왕, 금강상 등을 그려놓았는데, 각 상들의 배열과 채색이 우수한 조화를 이룬다. 제석과 범천은 석가불을 보좌하는 보살로, 불법을 지키는 수호신의 성격을 띤다. 위태천은 남쪽을 지키는 여덟 장군 중 하나로 역시 불법을 수호하는 신장이다. 그림의 내력을 적은 기록으로 보아, 조선 고종 28년(1891) 화사 광조가 그린 것임을 알 수 있다.
현왕탱화는 가로 131㎝, 세로 104㎝의 크기로, 역시 비단에 채색하였다. 현왕탱화는 주로 19세기 이후에 유행했던 그림으로서, 사람이 죽은 지 3일 만에 재판을 하는 현왕과 그 무리들이 묘사되며, 시왕도(十王圖)와 거의 비슷한 배열을 하면서 지옥 장면만 생략한다. 이 그림 역시 중앙에 현왕(염라대왕)을 중심으로 좌우에 판관·녹사 등을 배치하였는데, 약사전에 함께 걸려 있는 다른 탱화들과는 구도나 채색에서 현저한 차이를 보이고 있다. 화폭 아래쪽의 기록을 통해 고종 15년(1878) 화사 완선이 제작한 것임을 알게 되었다.

## 참고 문헌
- 봉녕사 불화(신중탱화·현왕탱화) - 국가유산청 국가유산포털